# Man v. Food
Man v. Food is een Amerikaans eetprogramma. De eerste uitzending werd op 3 december 2008 uitgezonden op het commerciële televisiekanaal Travel Channel. Het programma wordt gepresenteerd door acteur en eetfanaat Adam Richman. In elke aflevering worden 2 restaurants bezocht voordat op het einde van de aflevering een eetwedstrijd wordt gehouden.

## Presentator
De presentator van het programma is Adam Richman. Hij is opgegroeid in Brooklyn, New York in de Verenigde Staten. Hij heeft voordat hij aan dit programma begon een aantal kleine rollen in televisieseries gespeeld. Om tijdens de opnames van het programma gezond te blijven sport hij twee keer per dag. Voordat hij aan een eetwedstrijd begint, eet hij het liefst een dag van tevoren niet meer en probeert hij zo veel mogelijk vocht tot zich te nemen. Hierdoor denkt hij de kans te vergroten dat hij de wedstrijd ook daadwerkelijk kan winnen.

## Programma
In Man v. Food, reist Adam Richman door de Verenigde Staten langs verschillende grote steden waarin hij restaurants bezoekt die bekendstaan om de grote hoeveelheden eten die de gasten voorgeschoteld krijgen. Hij neemt in elke aflevering een kijkje in de keuken om te zien hoe de kok zijn lekkernijen maakt. Daarbij gaat het voornamelijk om speciale gerechten of bijzondere regionale gerechten. De restaurants die hij bezoekt zijn over het algemeen bekroond met een of meer prijzen in hun bedrijfssegment.
Elke aflevering eindigt met een eetwedstrijd. Hierbij gaat het vaak om het opeten van grote hoeveelheden voedsel of drank binnen een gestelde tijdslimiet. Als Adam dit haalt, komt zijn foto bij sommige restaurants op een 'wall of fame'. Hij heeft onder andere een biefstuk van een dikke 2 kg. opgegeten en een hamburger van bijna 6 kg.